# Ève
Pour les articles homonymes, voir Ève (homonymie).
 (septembre 2014).
Ève (en hébreu :  חַוָּה ḥawwā(h), en araméen ܚܘܐ HWA) est un personnage du Livre de la Genèse, partie de la Bible. Dans ce texte, qui fonde les croyances juives et chrétiennes, elle est la première femme, mère de l'humanité. Présente également dans la croyance islamique, elle est mentionnée indirectement dans le Coran comme « l'épouse » d'Adam et y est nommée Hawwa (en arabe : حواء).

## Étymologie
Ève se dit en hébreu Ḥawwāh. Ce nom semble signifier « la vivante » ou « celle qui donne la vie » en lien avec ḥāyâ « vivre », issu de la racine sémitique ḥyw.
Gerda Lerner pense que l'histoire de la naissance d'Ève à partir de la côte d'Adam pourrait être issue du mythe mésopotamien d'Enki et de Ninhursag. Dans ce mythe, Enki mange des plantes toxiques qui lui donnent des maladies. Sa femme, Ninhursag, crée alors plusieurs divinités pour soigner chacun de ces maux. L'une d'elles, Ninti, est destinée à soigner la côte d'Enki. Or, le nom de Ninti signifie à la fois « la dame de la côte » et « la dame de la vie ». Cette association de la côte et de la vie est similaire à celle que l'on trouve chez l'Ève de la Bible dont le nom est également lié à la vie et qui est issue d'une côte. Ainsi le nom d'Ève pourrait être une traduction en hébreu d'une des significations du nom de Ninti et la naissance d'Ève à partir de la côte d'Adam serait une adaptation issue du deuxième sens du nom de cette même déesse.

## Ève dans la Bible

### Récits de la création de la femme
Deux passages dans la Genèse évoquent la création de la femme.

Le premier passage indique : « Dieu créa l’homme à son image, à l’image de Dieu il le créa, homme et femme il les créa » (Gn 1,27). Ce passage « homme et femme il les créa » a rarement été interprété comme évoquant une « androgynie originelle. »

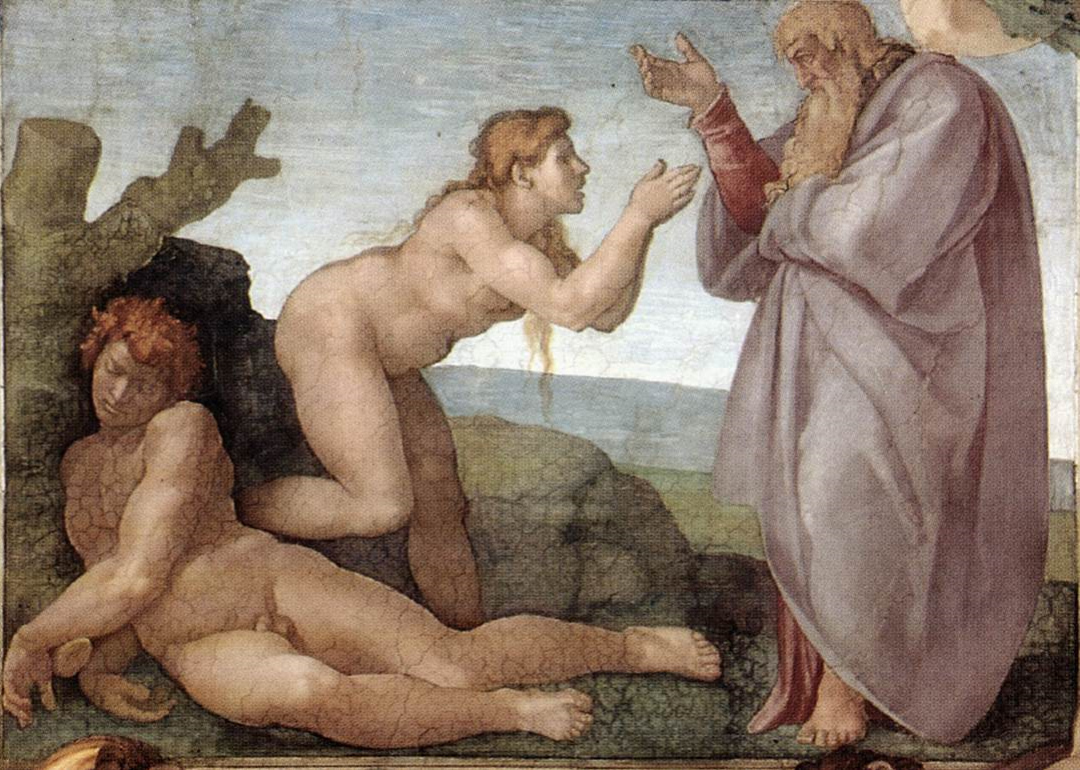
Ève créée par Dieu à partir d'une côte d'Adam, selon la Bible chrétienne. Fresque du plafond de la chapelle Sixtine réalisée par Michel-Ange (1509).

Selon le second chapitre de la Genèse, Adam est le premier homme et a été créé par Dieu lors du sixième jour de la Création à partir de la poussière de la terre qu'il façonna à son image, avant de l'animer de son souffle (Gn 1,27). Comme Dieu considérait qu'Adam devait avoir une compagne, il modela des animaux qu'il amena à Adam pour voir comment il les appellerait. Adam donna un nom à chacun d'entre eux, mais ne se trouva pas de compagne. Alors Dieu l'endormit, et créa une femme (qu'Adam appela plus tard Ève) à partir d'une côte d'Adam. Un débat exégétique existe sur la traduction de l'expression אַחַת מִצַּלְעֹתָיו, « une de ses côtes ». Saint Jérôme en fait la traduction de « côte » (ce qui sous-entend une subordination de la femme par rapport à l'homme) alors que le mot hébreu « ṣelaʿ » prend plus souvent le sens dans la Bible de « côté » ou « flanc » : Ève serait sortie du côté d'Adam endormi et non de sa côte, renvoyant ainsi à l'androgynie originelle.
Très tôt, les rabbins ont tenté de résoudre la contradiction entre ces deux passages, le premier évoquant une création simultanée de l'homme et de la femme, le second une création de la femme postérieure à celle de l'homme. Reprenant certaines légendes sémites, ils y ont vu la preuve de l’existence d’une « autre première femme », Lilith, née non à partir de la poussière « pure », mais des sédiments et de la saleté. Cette interprétation n'est toutefois étayée par aucune source biblique ; le nom de Lilith est en revanche mentionné une fois dans les Écritures à Ésaïe  34,14 parfois traduit par « le spectre de la nuit », « la chouette nocturne », etc.

### Fruit défendu

Illustration d'un livre d'heures du XVIe siècle figurant la faute de l'arbre de la connaissance (Rouen, France).

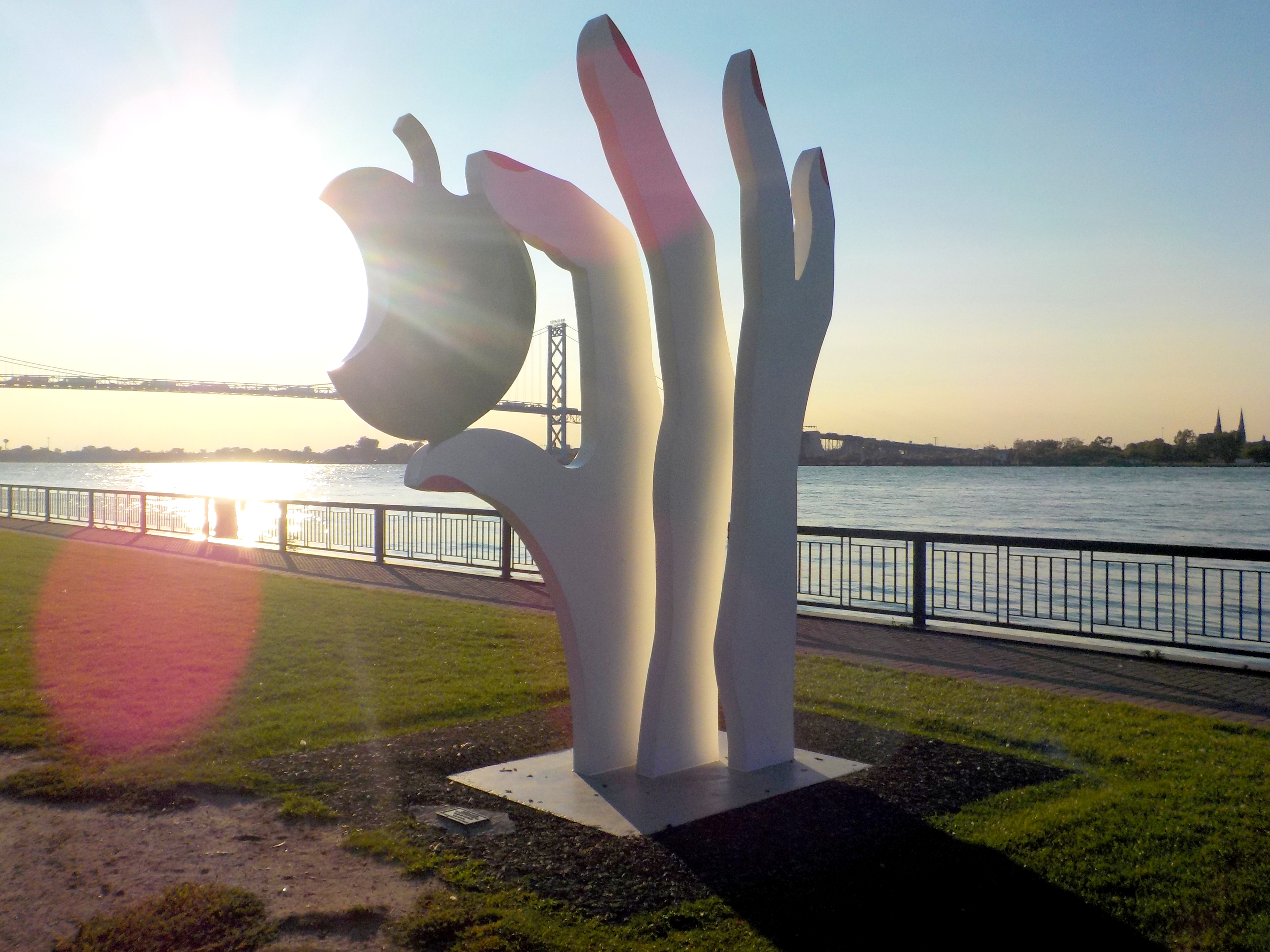
Pomme d'Ève par Edwina Sandys, parc de Windsor à Ontario (Canada).

Dieu avait tout permis à Adam sauf, sous peine de mort, la consommation du fruit de l'arbre de la connaissance du bien et du mal. Le Serpent (nahash en hébreu) apparut et promit à Ève qu'ils n'en mourraient pas, mais que leurs yeux s'ouvriraient et que leur nouvelle connaissance les apparenterait à des dieux. Ève mangea du fruit défendu et en donna à Adam qui en mangea à son tour. Lorsque Dieu interpella Adam, celui-ci se cacha à cause de sa nudité, et dut avouer la faute (hattat en hébreu).
Alors Dieu condamna le serpent à ramper, et mit l'hostilité entre la femme et le serpent ; il condamna la femme à enfanter dans de grandes souffrances, à être avide de son homme et à lui être soumise. Enfin, il condamna l'homme à travailler pour se nourrir, et à mourir.
Adam donna le nom « Ève » à sa femme, puis Dieu revêtit le couple de « tuniques de peau ». Il les chassa alors de son jardin pour les empêcher d'accéder à l'arbre de vie qui les rendrait immortels. Maintenant qu'ils ont fait le choix d'exercer leur liberté, Dieu les renvoya du jardin d’Éden et posta des chérubins pour garder le chemin de cet arbre.

### Descendance et fin
Le récit attribue d'abord trois fils à Adam et Ève : Caïn, Abel et Seth, puis d'autres enfants dont le nom n'est pas donné.
Selon la tradition juive, Ève est enterrée dans le tombeau des Patriarches à Hébron en Judée.

### Ève dans le judaïsme et le christianisme
En hébreu, au sens littéral, ce nom signifie « celle qui donne la vie » ; cependant, l'absence dans son nom de la lettre yod soulève une question d'interprétation.

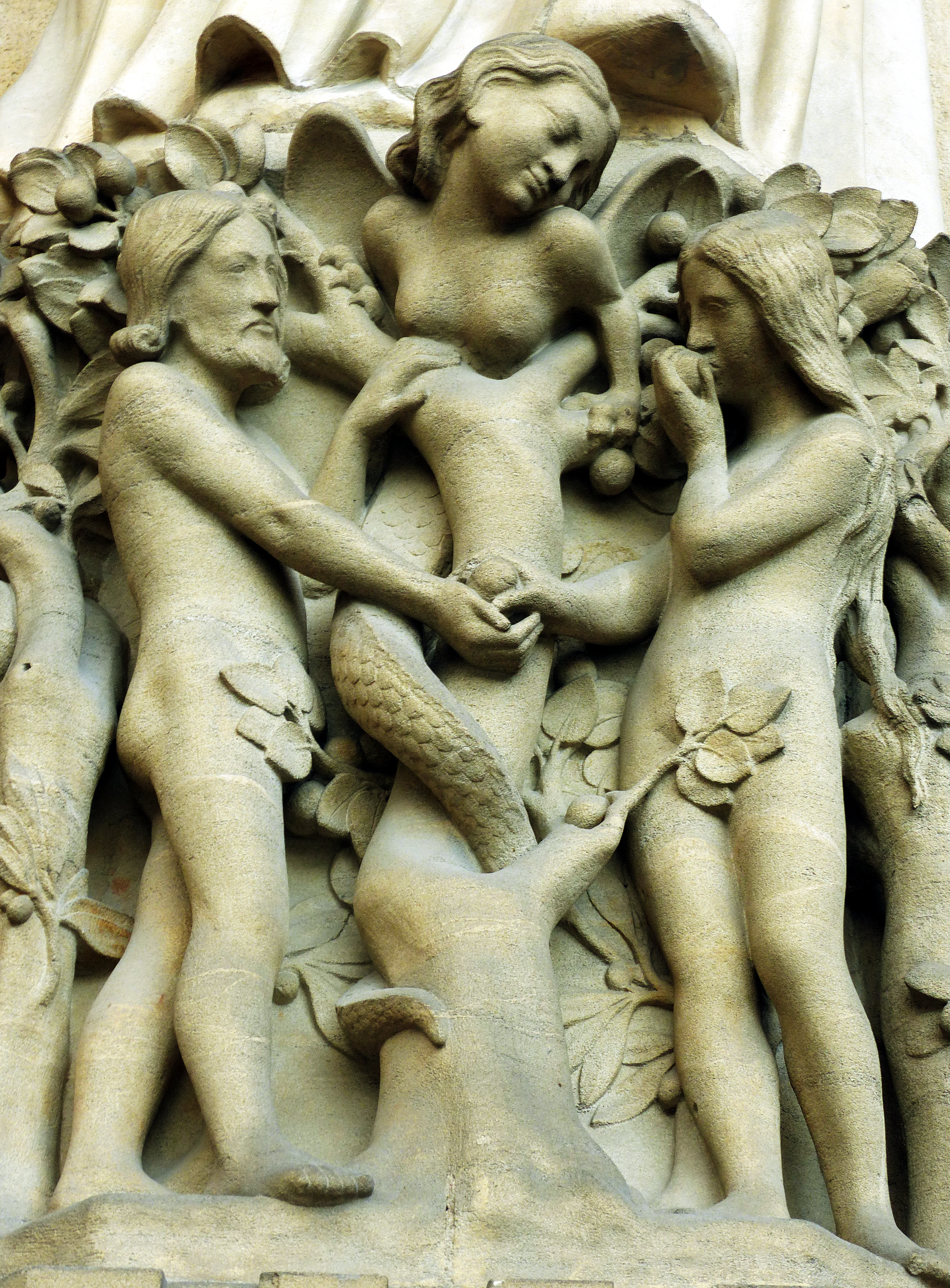
Adam, Eve et le serpent (femelle) à l'entrée de la cathédrale Notre-Dame de Paris. La représentation de l'image du serpent comme un miroir d'Eve était courante dans l'iconographie chrétienne, en raison de l'identification des femmes comme la source du péché originel de l'homme.

Dans la première version de la Genèse (premier chapitre), la femme est créée tout comme l'homme à l'image de Dieu, à ses côtés. Certaines traductions considèrent le premier homme (qui n'est pas nommé), comme un androgyne : « Dieu créa l'homme à son image, mâle et femelle » ; on trouve plus couramment : « Dieu créa l’homme à son image, à l’image de Dieu il le créa ; il créa l'homme et la femme. » (Genèse 2,7). Il y a en effet un passage au pluriel dans le texte original : « Dieu créa l'homme à son image » (au sens générique du mot « Homme »), puis dans la phrase suivante, le texte indique « mâle et femelle il les créa ». Ce premier chapitre ne mentionne pas les noms ni d'Adam, ni d'Ève.

Ève apparaît dans la seconde version (deuxième chapitre de la Genèse), version qui se serait propagée tout d'abord dans le judaïsme, puis dans le christianisme, et enfin dans l'islam. Cette thèse est notamment partagée par Annick de Souzenelle. Dans ce deuxième chapitre, Ève est tirée d'un côté de l'Adam primitif. Selon les traductions, il s'agit d'un côté ou d'une côte (le mot pleura étant polysémique). La Traduction œcuménique de la Bible donne pour le passage : 

« Le Seigneur Dieu fit tomber dans une torpeur l'homme qui s'endormit ; il prit l'une de ses côtes et referma les chairs à sa place. Le Seigneur Dieu transforma la côte qu'il avait prise à l'homme en une femme qu'il lui amena. L'homme s'écria : « Voici l'os de mes os et la chair de ma chair ; celle-ci, on l'appellera femme car c'est de l'homme qu'elle a été prise ». Aussi l'homme laisse-t-il son père et sa mère pour s'attacher à sa femme, et ils deviennent une seule chair. » (Genèse, 2, 21-24).

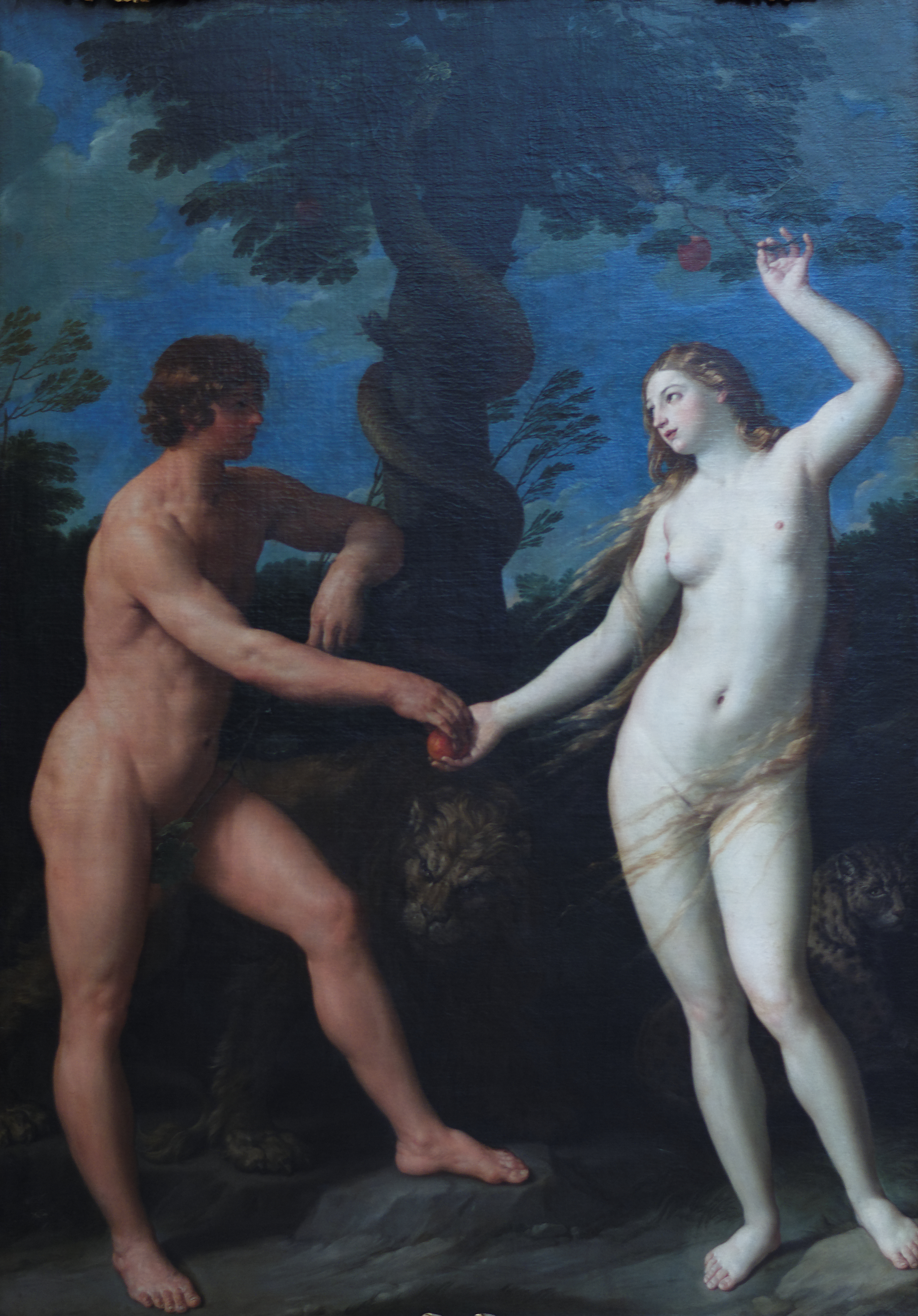
Adam et Ève au Paradis, Guido Reni (vers 1620).

Ces deux versions sont compatibles selon cette interprétation du catholicisme : « La parabole de sa création à partir d'une côte d'Adam suggère qu'ils sont d'une même essence, qu'ils sont différents mais égaux en valeur, ce qui est encore davantage précisé par le *nom donné à la femme (Gn 2, 23) : placée sur le même niveau d'être que le premier homme, et donc au-dessus de tous les autres êtres vivants, elle est son « vis-à-vis » ».

En effet, Dieu crée Ève d'un côté d'Adam, pour être une « aide contre lui » (hébreu : ezer kenegdo),,. L'oxymore est relevé par les rabbins, les commentateurs comme les psychanalystes ; Moïse Maïmonide précise notamment qu'Ève est contre Adam et en face de lui, dans l'accord et le désaccord, ce qui inclut le mouvement du désir,. Des rabbins séparent « aide » de « contre lui » pour montrer que la femme sera une aide pour l’homme s’il le mérite, et opposée à lui s’il n’est pas droit, n’en est pas digne. Pour d'autres comme (en) Yossef Modékhaï Leiner, les deux termes « une aide » et « contre lui » doivent être lus ensemble pour signifier que l'épouse aide son mari en lui apportant la contradiction afin de le faire progresser à travers leurs différences. Cependant, la traduction neutralisée de l'oxymore ezer kenegdo est habituellement donnée par « aide semblable à lui » ou « digne de lui », en s'appuyant sur le mot ezer signifiant « force, puissance » chaque fois qu'il est utilisé en parallèle avec des mots relevant de la majesté ou d'autres mots pour la puissance tels que oz ou uzzo, dans le texte torahique ; la traduction du verset devient ainsi : « Je ferai une puissance [ou une force] correspondant [égale] à l'homme ».

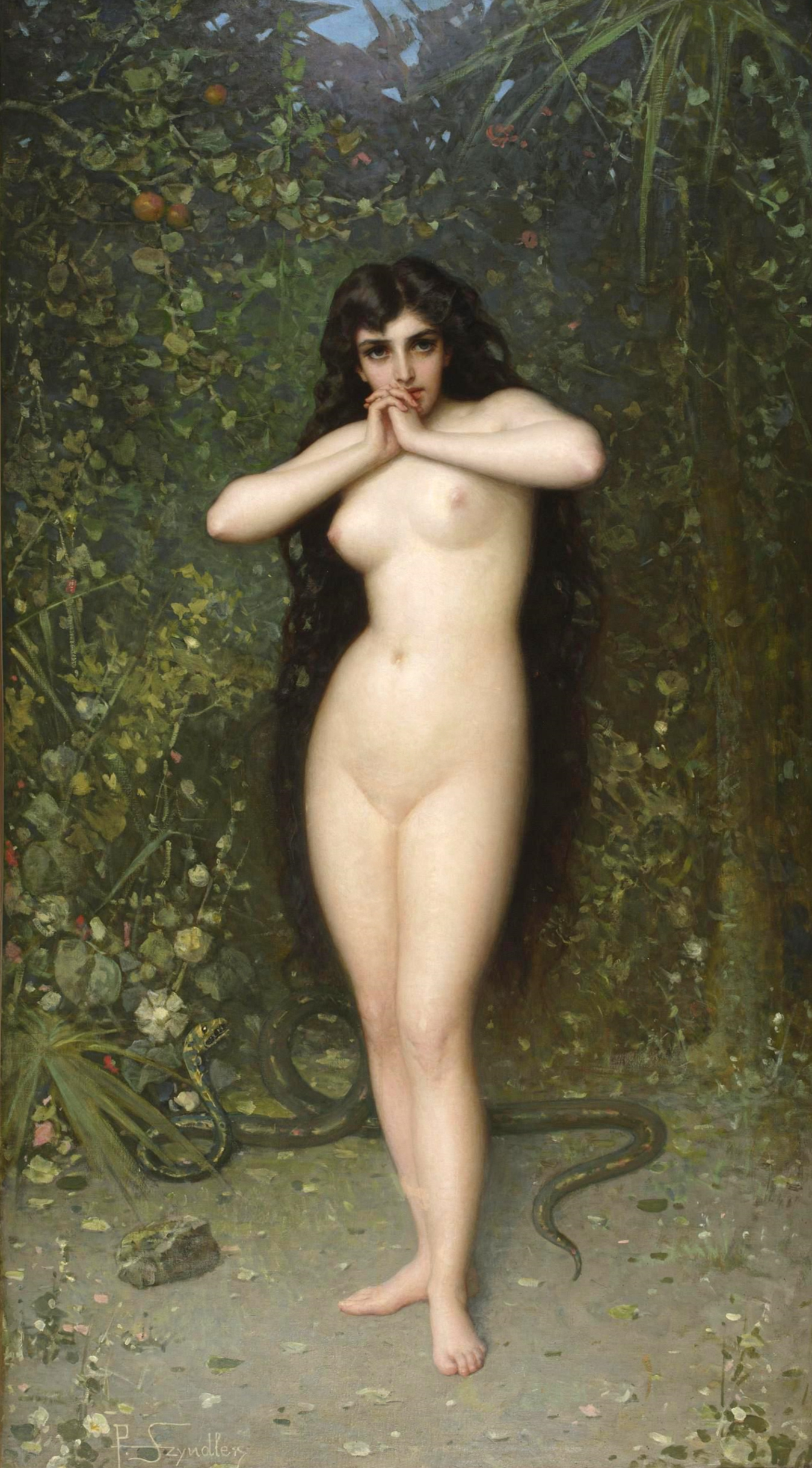
Ève, Pantaleon Szyndler (1889).

Selon certaines légendes mystiques juives, Ève succéda à Lilith qui, elle, apparaît une seule fois nommément, dans le livre d'Isaïe (34.12)
Dans un monde où tout était unité et harmonie, le concept chrétien de péché originel a introduit la division et a pour conséquence les séparations :
- de l'Homme avec Dieu : Adam et Ève quittent le Paradis ;
- de l'homme avec la femme : chacun cherche à dominer l'autre, la femme essaie par la séduction (« ton désir te poussera vers ton mari »), l'homme y arrive par la force (« mais c'est lui qui dominera sur toi ») ; ils se méfient désormais l'un de l'autre et l'homme accuse la femme d'être l'auteur de la chute, alors qu'il en partage la responsabilité) ;
- de l'Homme avec la Création : le sol produit désormais des épines, Adam devra lui faire produire du pain « à la sueur de (son) front »…

Le verset appelé « Protévangile » promet la victoire finale de la femme sur le serpent qui l'a trompée : 
« Je mettrai une hostilité entre toi et la femme, entre ton lignage et le sien. Il t'écrasera la tête et tu l'atteindras au talon. » (Gn 3,15).
Dans la tradition catholique et orthodoxe, « Nouvelle Ève » est un titre donné à Marie de Nazareth, en raison de son rôle dans la sotériologie, avec Jésus qui est appelé le « Nouvel Adam ».

## Ève dans l'islam

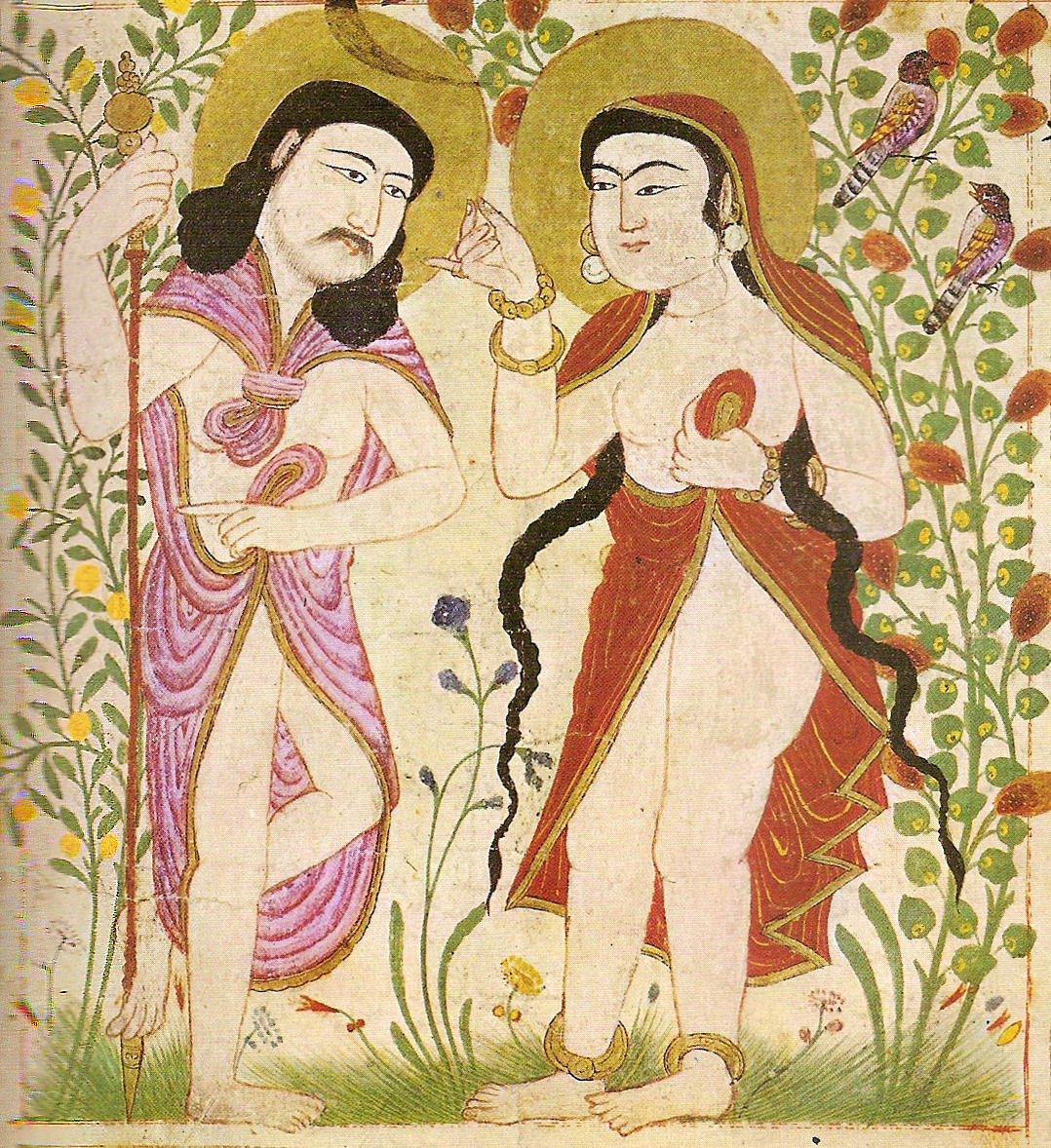
Peinture du Manafi al-Hayawan d'Ibn Bakhtishu, représentant Adam et Eve. De Maraqeh en Iran (1294-1299).

Ève est mentionnée plusieurs fois dans le Coran sans que son nom ne soit cité. Elle est désignée en tant qu'épouse d'Adam. Le nom arabe d'Ève est حواء (Hawwâ’) et apparaît ensuite dans les hadîths,. Il existe peu de traditions la concernant dans les recueils canoniques de hadiths, seulement trois, tandis qu'Adam en possède plus de 180.
L'histoire musulmane d'Ève est construite à partir des sources juives et chrétiennes : Livre de la Genèse, littérature rabbinique, récit chrétien syriaque La Caverne des trésors.
Le Coran n'est pas explicite sur la création d'Ève, mais les premiers commentateurs reprendront le récit biblique de la création à partir de la côte, en particulier à partir de la « plus petite côte ». Dans le monde chiite, Ève est réputée avoir été créée à partir de l'argile restant après la création d'Adam.

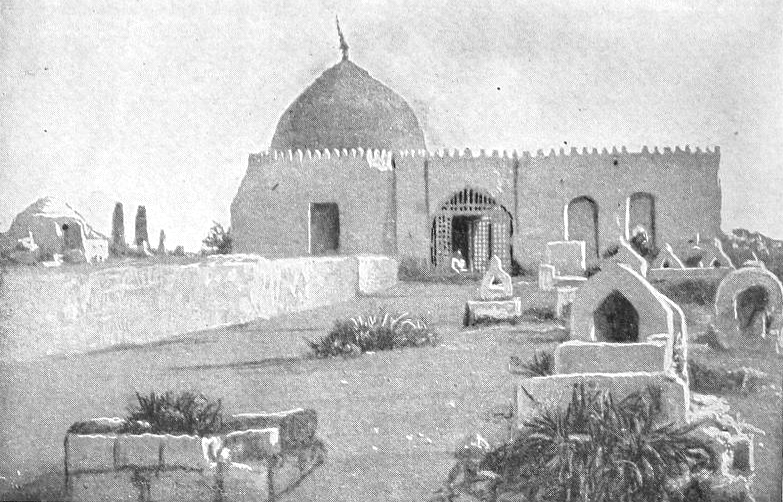
Tombeau d'Ève à Jeddah (v. 1900).

Dans le Coran, Satan convainc à la fois Ève et Adam de goûter à l'arbre défendu, les deux étant « solidairement coupables de la faute », voire Adam davantage. Néanmoins, le texte étant peu précis, les traditions post-coraniques ont atténué la culpabilité d'Adam et ont fait d'Ève la tentatrice, celle qui parle avec Iblis (le diable). Cela permet d’accroître la dimension prophétique d'Adam, une croyance tardive de l'islam assurant les prophètes d'une infaillibilité. Ainsi, selon une tradition, Adam aurait été enivré par Ève. En raison de la faute d'Ève, dix peines ou châtiments divins ont été reçus par les femmes, dont les menstruations et les douleurs de l'enfantement. En contrepartie, une femme qui meurt en accouchant est assurée du Paradis.
Un hadîth rapporté par Abu Huraira indique que « Le Prophète a dit : "Sans Beni Israël, la viande ne se décomposerait pas ; et s'il n'y avait pas eu Ève, aucune femme ne trahirait jamais son mari »,.
Au cours des siècles, plusieurs voyageurs mentionnent la présence d'un « tombeau d'Ève » à Djeddah (Arabie saoudite). Ce site archéologique a été détruit en 1928 puis scellé en 1975 par les autorités soucieuses d'éviter que l'endroit ne devienne un site de prière.

## Ève dans le baha'isme
Dans la foi bahá'íe, le récit d'Ève est décrit dans Some Answered Questions. ʻAbdu'l-Bahá décrit Ève comme un symbole de l'âme et comme contenant des mystères divins. Le baha'isme considère que le récit d'Ève dans les traditions abrahamiques précédentes est métaphorique.

## Prénom d'Ève dans différentes langues
- allemand : Eva (prononcé [e:fa])
- anglais : Eve (prononcé [i:v])
- arabe : حواء (ḥawwâ’)
- arménien : Եվա (Eva)
- chinois : 夏娃 (hanyu pinyin Xiàwá)

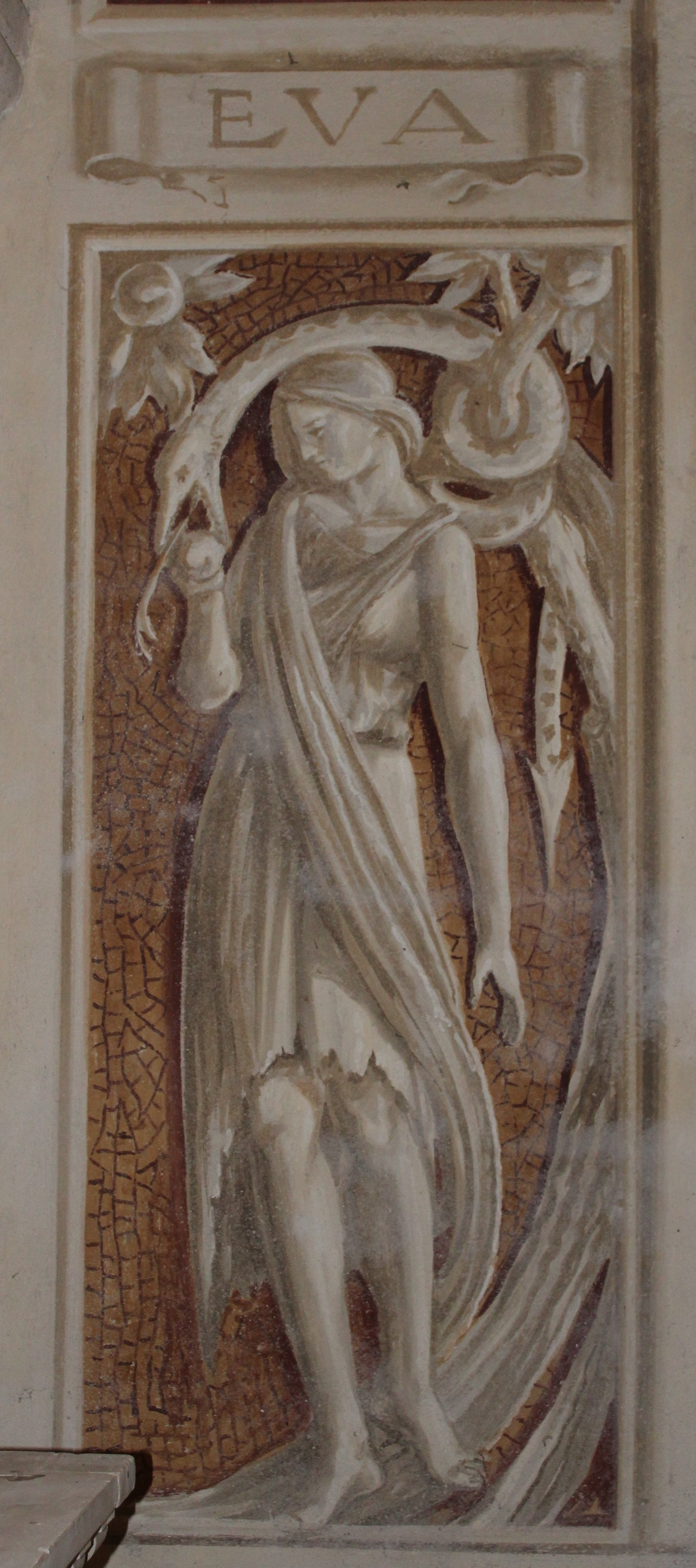
Détail d'une fresque en grisaille de 1928 réalisée par Duilio Donzelli, église Saint-Pierre et Saint-Paul de Creuë.

- espagnol, italien, latin, portugais : Eva
- finnois : Eeva
- grec : Εύα
- hébreu : חוה (ḥawwah)
- polonais : Ewa
- russe : Ева (prononcé [yèva])
- turc : Havva
- wolof et Afrique de l'Ouest : Awa[note 3]

## Postérité

### Beaux-Arts
Ève fut à de très nombreuses reprises représentée dans des tableaux, notamment par :
- Albrecht Dürer : Ève, 1507.
- Michel-Ange : Ève créée par Dieu à partir d'une côte d'Adam, 1509.
- Lucas Cranach: une trentaine de tableaux d' Adam et Ève, 1510, 1520, 1526, 1530…
- Domenico Zampieri : Dieu réprimandant Adam et Ève.
- Pierre Paul Rubens : Adam et Ève, 1597-1600.
- Hendrik Goltzius : La chute de l'homme, 1617.
- Charles-Joseph Natoire : Chassés du Paradis, 1740.

### Art contemporain

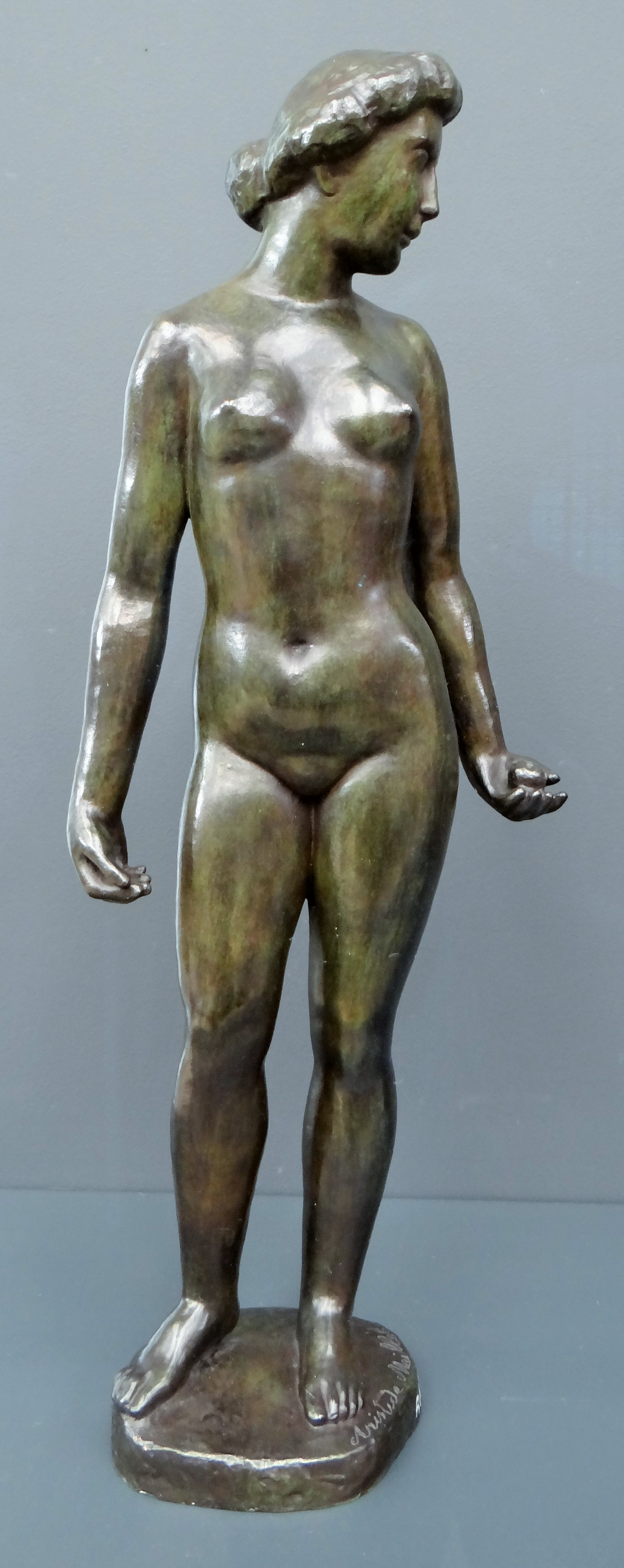
Ève à la pomme, Aristide Maillol,(1900), Paris, musée d'Orsay.

- Ève figure parmi les 1 038 femmes référencées dans l'œuvre d’art contemporain The Dinner Party (1979) de Judy Chicago. Son nom y est associé à Judith[28],[29]

### Culture populaire
- Ève lève-toi, succès de la chanteuse française Julie Pietri en 1986.
- Eve's Hangout, célèbre bar de New York des années 1920, fondé par la féministe Eva Kotchever.